# 長肋多枝蘚
長肋多枝蘚（学名：Haplohymenium longinerve）为羽蘚科多枝蘚屬下的一个种。

## 扩展阅读
- 維基物種上的相關：長肋多枝蘚